# Harpactocrates troglophilus
Harpactocrates troglophilus är en spindelart som beskrevs av Brignoli 1978. Harpactocrates troglophilus ingår i släktet Harpactocrates och familjen ringögonspindlar.
Artens utbredningsområde är Turkiet. Inga underarter finns listade i Catalogue of Life.